# Marie Vilemína z Thun-Hohensteinu
Marie Vilemína Anna Josefa z Thunu a Hohenštejna, rozená z Uhlfeldtu, (německy Maria Wilhelmine von Thun und Hohenstein, 13. června 1744, Vídeň – 18. května 1800 tamtéž) byla rakouská hraběnka z dánského rodu Ulfeldtů provdaná do česko-italského rodu Thun-Hohensteinů. Byla skvělou klavíristkou. Ve Vídni vedla významný hudebně-intelektuální salon a podporovala Wolfganga Amadea Mozarta a Ludwiga van Beethovena.

## Životopis

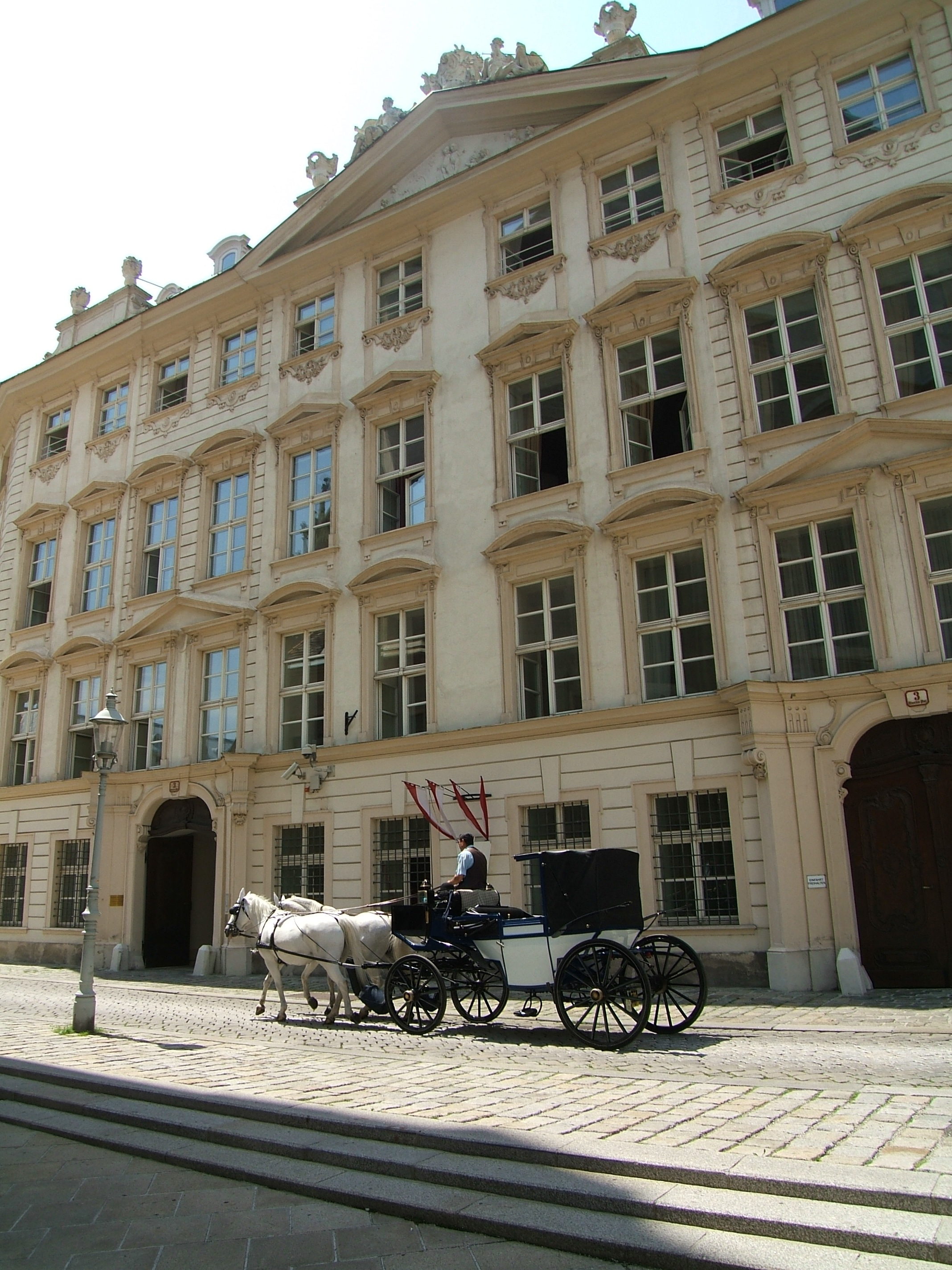
Palác Ulfeldů ve Vídni

Marie Vilemína z Ulfeldtu byla dcera říšského hraběte Antonína Corfize z Ulfeldtu (1699–1770), který zastával několik vysokých politických a dvorských funkcí  a jeho druhé manželky Marie Alžběty z Lobkowicz (1726–1786).
V mládí studovala hru na klavír u císařského dvorního varhaníka Wenzela Raimunda Bircka (1718–1763). Z této doby se dochovaly rukopisy jednoduchých skladeb a cvičení, které Birck pro mladou hraběnku připravil. Je možné, že studovala také u Josepha Haydna, může však jít také o jinou osobu s titulem „hraběnka Thunová“, jak uvádí jediný zdroj. Hraběnka byla evidentně velmi zdatná hudebnice. Hostující anglický muzikolog Charles Burney ocenil její hru na cembalo z listu a prohlásil, že „má tak skvělé hudební dovednosti jako žádná aristokratka, kterou jsem kdy poznal“.
Salon, který vedla ve svém domě, popisuje Clive jako „středobod hudebního a společenského života vídeňské aristokracie“.

## Manželství a rodina
Dne 30. července 1761 ve svých 17 letech se provdala za hraběte Františka Josefa Antonína z Thun-Hohensteinu (1734–1801), který se později stal císařským komořím.
Pár měl šest dětí, z nichž čtyři přežily do dospělosti:
- Marie Terezie (3. srpna 1762 – 1763)[10]
- Marie Alžběta (25. dubna 1764 – 1806),[10] dne 4. listopadu 1788 [11] provdala za knížete Andreje Kyrilloviče Razumovského, který se stal ruským velvyslancem ve Vídni (1793–1799) a byl mecenášem Beethovena. [12]
- Marie Kristýna Josefa (25. července 1765 – 1841) [10] 24. listopadu 1788 [11] provdala za knížete Karla Aloise Lichnovského z Voštic. Ten byl, stejně jako jeho tchyně Marie Vilemína, patronem Mozarta i Beethovena.
- Ferdinand Josef (29. srpna 1766 – 1768)[10]
- Josef Jan (5. prosince 1767 – 1810)[10] vystřídal svého otce jako hrabě.[13]
- Marie Karolína Anna neboli Caroline, hraběnka Thunová (19. května 1769 – 1800) [10] se 16. října 1793 provdala za anglického aristokrata Lorda Gillforda, známějšího jako Richard Meade, 2. hrabě z Clanwilliamu (10. května 1766 – 3. září 1805).[14] Vynikala jako zpěvačka a kytaristka.[15] Měli jednoho syna Richarda Charlese Francise Christiana Meadea, 3. hraběte z Clanwilliamu a dvě dcery Caroline, provdanou hraběnku Széchenyiovou (1794–1820) a Selinu, hraběnku z Clam-Martinic (1797–1872).[16]

## Vztahy s Mozartem a Beethovenem
Hraběnka Thunová se se sedmiletým Mozartem poprvé setkala pravděpodobně v roce 1762, když jí bylo 18 během koncertního turné rodiny Mozartových, které se uskutečnilo v domě jejího otce. Když se v roce 1781 25letý Mozart natrvalo usadil ve Vídni, stali se s Thunem přáteli a často spolu obědvali. 24. března 1781 Mozart o hraběnce napsal svému otci Leopoldovi tato slova: „[ona je] tou nejpůvabnější a nejvíce okouzlující dámou, jakou jsem kdy potkal; a jsem vysoko v její přízni.“ Často vystupoval u ní doma a 24. prosince 1781, když Mozart vystupoval před císařem v soutěži s Muziem Clementim, mu zapůjčila svůj vynikající klavír Stein.
Hraběnka Thunová zřejmě také sehrála významnou roli v Mozartově kariéře, když zařídila provedení ukázek z jeho nedávné (1780) opery Idomeneo u ní doma před řadou významných hostů, mezi nimiž byl také ředitel dvorního divadla, hrabě Orsini-Rosenberg. Hrabě „vřele tleskal“  a poté souhlasil s plánem objednat u Mozarta operu. Šlo o Únos ze serailu, která v roce 1782 přinesla jeho první velký skladatelův úspěch ve Vídni. Při dokončení každého ze tří dějství opery, které Mozart přehrál na klavír, hraběnka Thunová s nadšením poslouchala.
Podle Kenyona „po roce 1782 se [hraběnka Thunová] objevuje méně často.“ Po Mozartově smrti v roce 1791 zřejmě finančně vypomáhala se školní docházkou jeho dvou synů.
Hraběnka Thunová byla dedikantkou Beethovenova Klavírního tria B, Opus 11.